# Big Pillory
Big Pillory ist eine kleine unbewohnte Insel der Grenadinen. Sie gehört zum Inselstaat St. Vincent und die Grenadinen und liegt etwa zwei Kilometer nördlich der Insel Mustique. Sie bildet zusammen Middle Pillory und Little Pillory die Inselgruppe The Pillories. Big Pillory ist die östliche und größte der drei Inseln. 